# Día Nacional del Fútbol Femenino
El Día Nacional del Fútbol Femenino se decretó el 7 de marzo de 2019 en Ecuador, por el voto unánime de la Asamblea Nacional, con 93 legisladores presentes en la sesión ordinaria del pleno de la Asamblea. Este día busca celebrar a las mujeres que han participado en el deporte del fútbol y se han destacado en el desarrollo de su trabajo como deportistas. La moción fue propuesta por Sebastián Palacios Muñoz como un mecanismo para combatir la discriminación contra las mujeres en el ámbito deportivo.